# 西格丽德·菲克

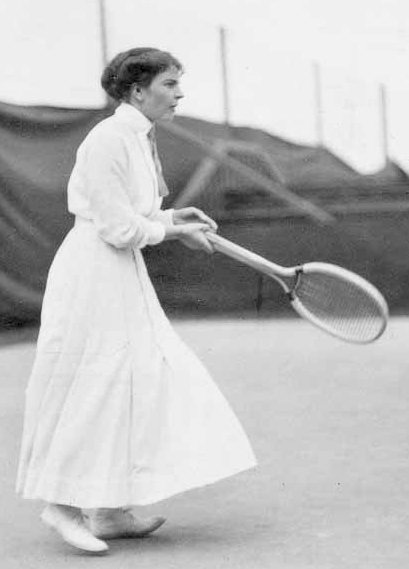
西格丽德·菲克

西格丽德·菲克（瑞典語：Sigrid Fick，1887年3月28日—1979年6月4日），瑞典女子网球运动员。她曾代表瑞典参加1912年、1920年和1924年夏季奥林匹克运动会网球比赛，共获得一枚银牌和一枚铜牌。